# Als wär’s das erste Mal
Als wär’s das erste Mal ist ein Lied der deutschen Pop-Rock-Band Unheilig. Das Stück ist die erste Singleauskopplung aus ihrem Kompilationsalbum Alles hat seine Zeit – Best of Unheilig 1999–2014.

## Entstehung und Artwork
Geschrieben wurde das Lied von dem Grafen, Markus Tombült und Henning Verlage, produziert und gemischt von Kiko Masbaum und gemastert von Sascha Bühren. Die Single wurde unter dem Musiklabel Vertigo Berlin veröffentlicht. Auf dem schwarz-gold gehaltenen Cover der Maxi-Single ist eine Karikatur des Grafen zu sehen. Das Bild setzt sich aus vielen kleinen Bildern zusammen und zeigt ihn als Umriss mit ausgebreiteten Armen. Das Coverfoto wurde von Erik Weiss erstellt und von dem Büro Dirk Rudolph gestaltet.

## Veröffentlichung und Promotion

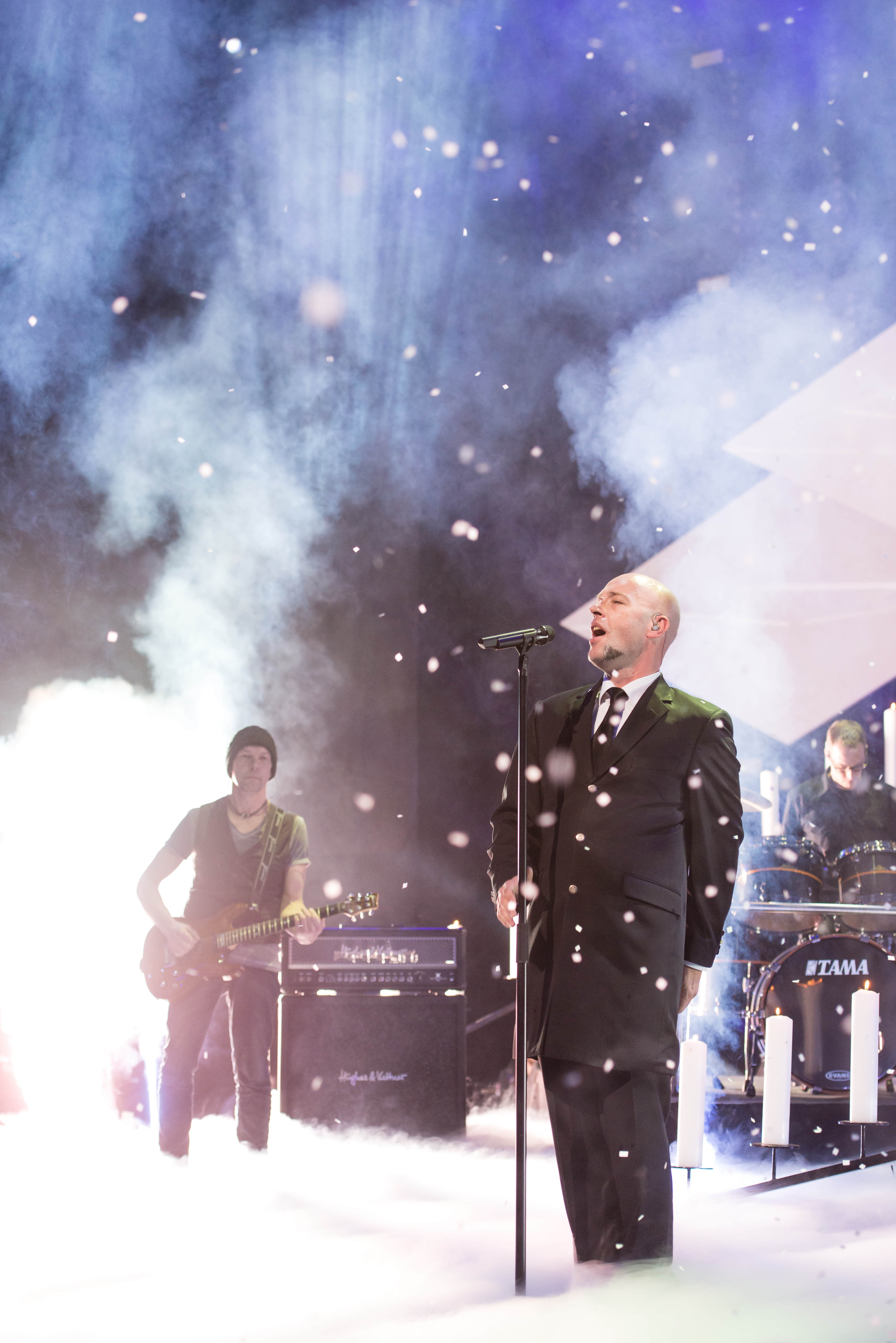
Unheilig bei Unser Song für Dänemark.

Die Erstveröffentlichung der Single fand am 7. März 2014 in Deutschland, Österreich und der Schweiz statt. Bereits am 17. Januar 2014 veröffentlichte Unheilig einen Teaser des Songs auf ihrer Homepage und ihrem YouTube-Kanal. Als wär’s das erste Mal ist als einzelner Track und Maxi-Single als CD und zum Download erhältlich. Die Maxi-Single enthält eine Alternativversion des Songs als B-Seite. Vom 11. März bis 13. März 2014 bot Unheilig eine Piano-Version des Liedes als kostenlosen Download bei Amazon an.
Am 13. März 2014 trat Unheilig mit dem Stück in der ersten Runde bei der deutschen Vorentscheidung Unser Song für Dänemark für den Eurovision Song Contest 2014 gegen Künstler wie Madeline Juno, Oceana und Santiano an. Am Ende belegte Unheilig mit dem Lied Wir sind alle wie eins den zweiten Platz hinter Elaiza.

## Inhalt
Sowohl die Musik als auch der deutsche Text wurden vom Grafen, Markus Tombült und Henning Verlage verfasst. Musikalisch bewegt sich das Lied im Bereich der Popmusik.

„Wie das Glück auf dem höchsten Berg zu steh’n,

als wär’s das erste Mal.

Wie am Morgen in das Himmelblau zu seh’n,

als wär’s das erste Mal.“

Den Inhalt des Liedes beschrieb der Graf wie folgt:

„Diese Lied handelt von dem großen Glück, einen Menschen an der Seite zu haben, der einen schon sein Leben lang begleitet, und nach so vielen Jahren ist es heute immer noch so, wenn man ihn sieht, spürt oder berührt, als wär’s das erste Mal.“

## Musikvideo
Das Musikvideo zu Als wär’s das erste Mal wurde im Februar 2014 an einem Stausee in Zell am See (Österreich) gedreht und feierte am 21. Februar 2014 Premiere. Es zeigt zum einen den Grafen, der sich durch eine Winterlandschaft bewegt und dabei das Lied singt, und zum anderen die Geschichte eines vermissten Mannes. Zu Beginn erwacht ein Mann im Schnee liegend. Orientierungslos macht er sich auf den Weg nach Hause, wobei er verschwommene Erinnerungen an seine Familie hat. In der Zwischenzeit gibt seine Frau bei der Polizei eine Vermisstenanzeige auf. Auf dem Nachhauseweg kommt der Mann an einem Fußballplatz vorbei, wo er den Kindern beim Spielen zuschaut. Plötzlich steht ein Junge neben ihm und reicht ihm einen Apfel, den er isst. Der Mann passiert einen Bahnhof und steht am Ende in seinem eigenen Garten, wo ihn seine Frau entdeckt. Sie stürmt hinaus zu ihm, sie sehen sich an, und zuletzt springt der Mann in einen angrenzenden See. Die Länge des Videos beträgt 3:05 Minuten. Regie führte Markus Gerwinat. Produziert wurde das Video von der QFilmproduktion.

## Mitwirkende
| Liedproduktion - Sascha Bühren: Mastering - Der Graf: Gesang, Komponist, Liedtexter - Kiko Masbaum: Abmischung, Musikproduzent - Martin Potthoff: Schlagzeug - Christoph Termühlen: Gitarre - Markus Tombült: Komponist, Liedtexter - Henning Verlage Keyboard, Komponist, Liedtexter Unternehmen - QFilmproduktion: Filmproduzent (Musikvideo) - Vertigo Berlin: Musiklabel | Artwork (Cover) - Büro Dirk Rudolph: Artwork - Erik Weiss: Fotograf Musikvideo - Benjamin Erdenberger: Oberbeleuchter - Markus Gerwinat: Regisseur - Christopher Häring: Kameramann - Florian Heinrich: Lichtassistent - Tini Sager: Maskenbildner |

## Chartplatzierungen
Als wär’s das erste Mal erreichte in Deutschland Position zehn der Singlecharts und konnte sich insgesamt eine Woche in den deutschen Top 10 und sechs Wochen in den Charts halten. In Österreich erreichte die Single Position 38 und konnte sich zwei Wochen in den Charts halten. In der Schweiz erreichte die Single in einer Chartwoche Position 56 der Singlecharts.
Für Unheilig ist dies der elfte Charterfolg in Deutschland sowie der achte Charterfolg in Österreich und der sechste in der Schweiz. In Deutschland stellt die Single den fünften Top-10-Erfolg dar. Ebenfalls zum fünften Mal konnte sich eine Unheilig-Single gleichzeitig in allen D-A-CH-Staaten platzieren.
Für Verlage als Autor ist Als wär’s das erste Mal der siebte Charterfolg in Deutschland sowie jeweils sein fünfter Charterfolg in Österreich und der Schweiz. Es ist seine vierte Autorenbeteiligung, die die deutschen Top 10 erreichte.